# Wパパにオマケの子?!
『Wパパにオマケの子?!』（ダブルぱぱにおまけのこ）は、1987年10月9日から1988年3月25日まで、日本テレビ系列で放送された日本のテレビドラマである。全24話。放送時間は、毎週金曜19:30 - 20:00（JST）。
日本テレビの金曜19時台後半の枠でドラマ番組が放映されたのは、1967年4月から同年7月まで放送された海外作品『チック・タックのフライマン』（声の出演：晴乃チック・タック）以来、20年振りであり、国内製作としては唯一の作品となった。
本放送終了後、1988年春の平日16:00に日本テレビ（関東ローカル）、同年夏にミヤギテレビで再放送が行われたが、本番組のオープニングとエンディングに使用された玖保キリコデザインによるアニメの版権管理の都合上、前述以外の再放送や映像ソフト化及びオンデマンド配信はなされていない。
本作は、元高校球児のサラリーマン・酋長（演：片岡鶴太郎）とその娘・純（演：伊藤美紀）が、酋長の高校時代のバッテリーの相手だった船長（演：中村雅俊）の家に下宿し、騒動を起こす物語である。
タイトルの「Wパパ」は、酋長と船長をさす。

## 主な出演者
- 船長：中村雅俊
- 酋長：片岡鶴太郎
- 純：伊藤美紀
- 茂：中島大介
- オープニングナレーター：福留功男

ほか

## スタッフ
- 脚本：大久保昌一良、君塚良一、石川雄一郎、今井詔二、坂田美和
- 演出：細野英延
- イラスト：玖保キリコ
- 制作：日本テレビ、オフィス・トゥー・ワン

## エンディングテーマ
- 「木枯らしの少女 -BAD GIRL But Girl」　THE 東南西北